# Wijnbergen (Montferland)
Wijnbergen (Nederfrankisch: Wienbarge) is een buurtschap in het uiterste noordwesten van de gemeente Montferland, gelegen in de Gelderse streek de Liemers onder de rook van Doetinchem.   In de langs de rivier de Oude IJssel gelegen buurtschap wonen ongeveer 100 mensen. 
In Wijnbergen ligt een klein kasteeltje, de Kemnade, aan de oevers van de Oude IJssel en het Waalse Water.

## Twee Wijnbergens
Wijnbergen is opgedeeld in een Doetinchems deel en een deel van de gemeente Montferland. 
Sinds 1984 is Rijksweg 15 de grens tussen beide delen. Later kreeg deze weg de naam A18. 
Het Pieterpad (LAW 9) kwam tot 2010 door beide delen maar werd daar geschrapt in verband met de industrialisatie rond Doetinchem.
Het landelijke gehucht Wijnbergen Montferland ligt aan de recreatieplas Het Stroomboek. 

## Afbeeldingen

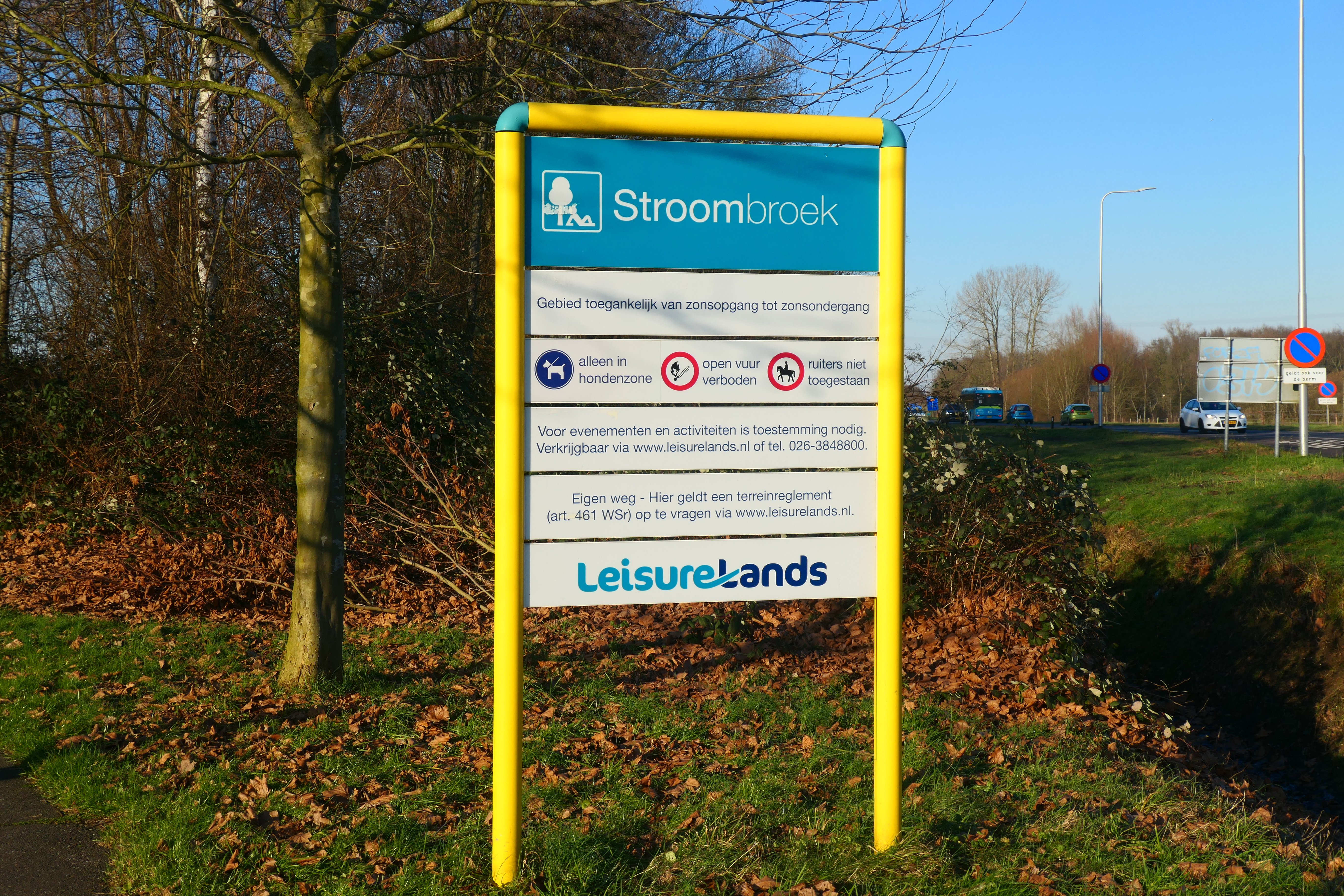
Stroombroek
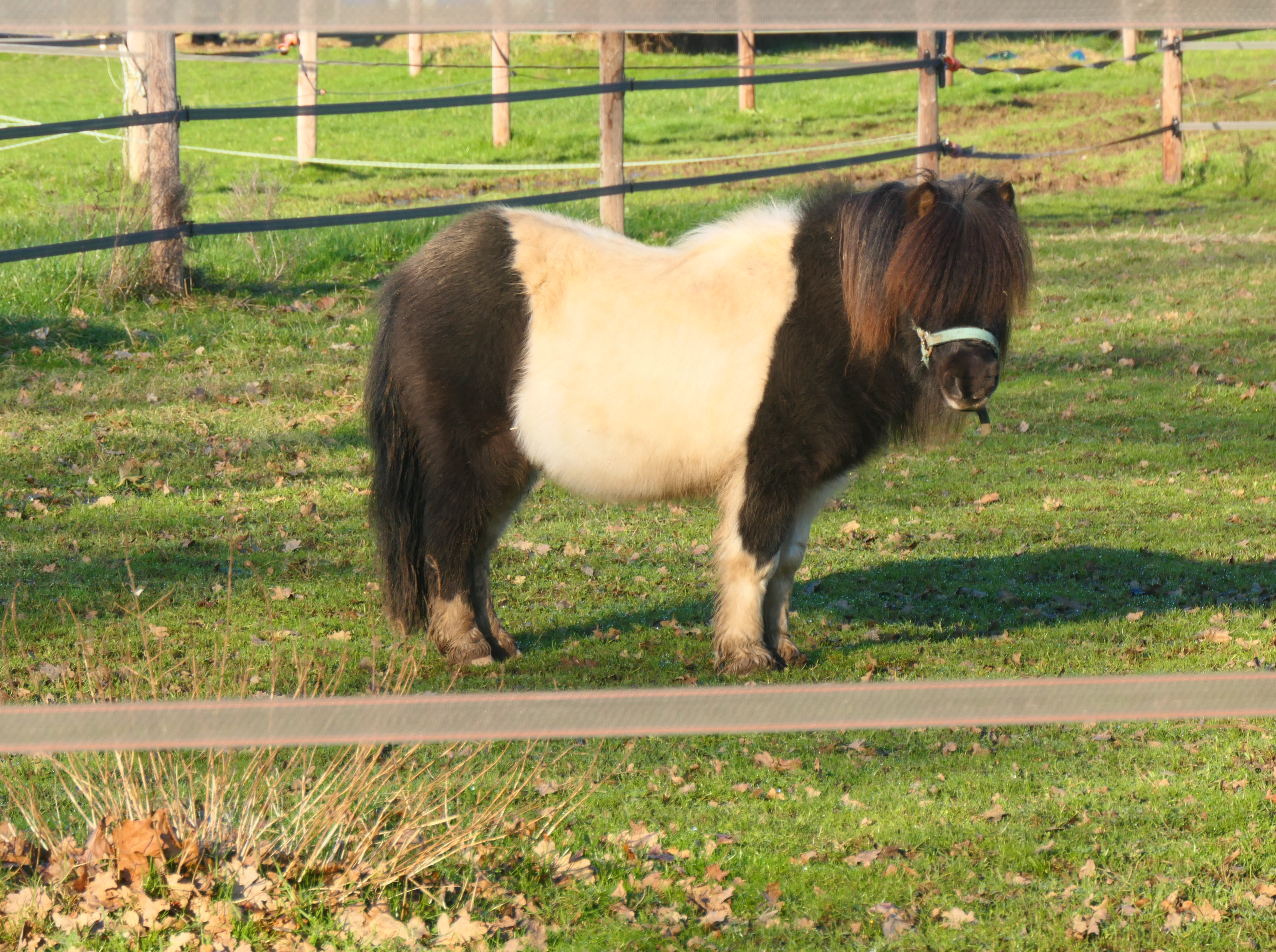
Shetlandpony
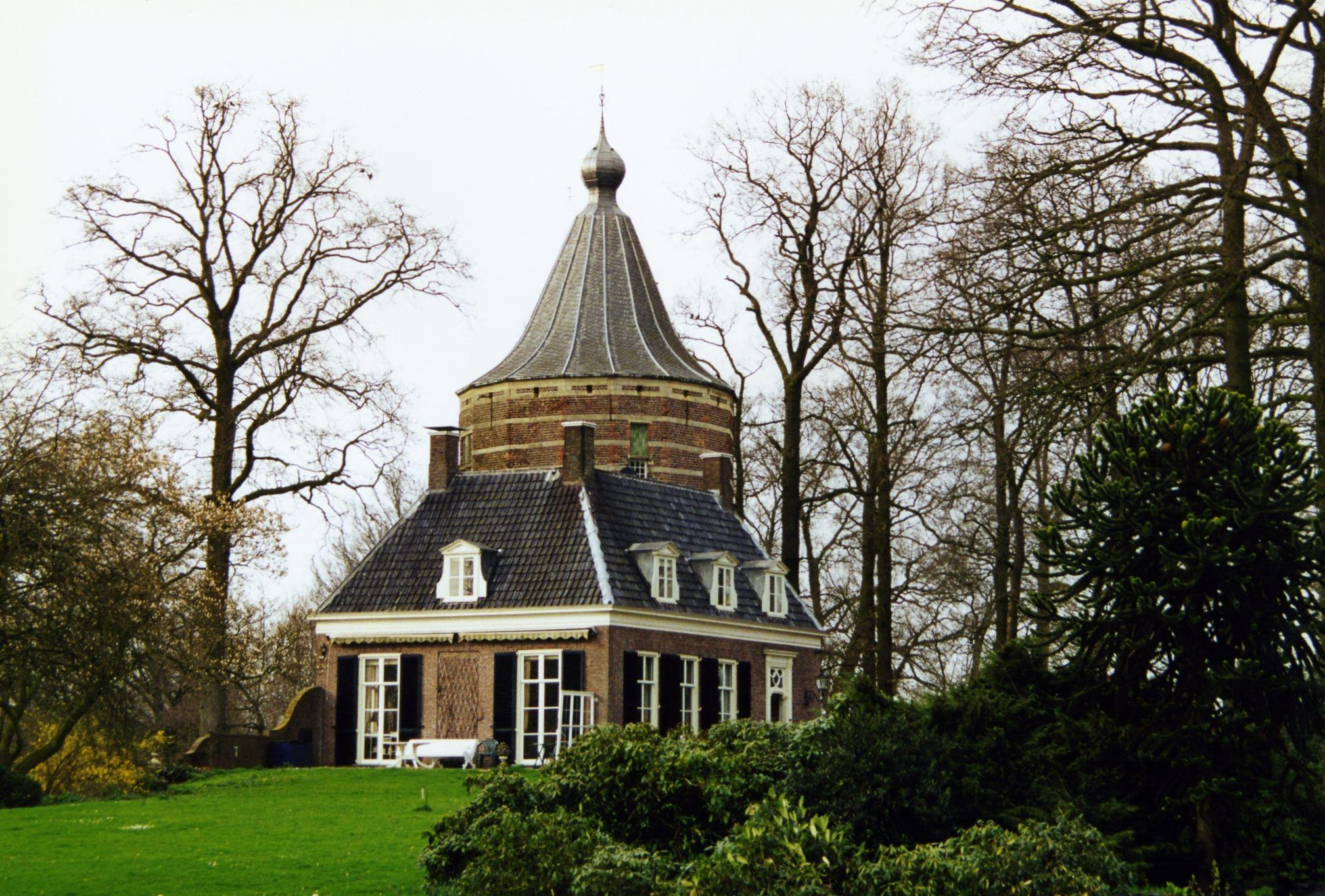
Huis De Kemnade, 2010
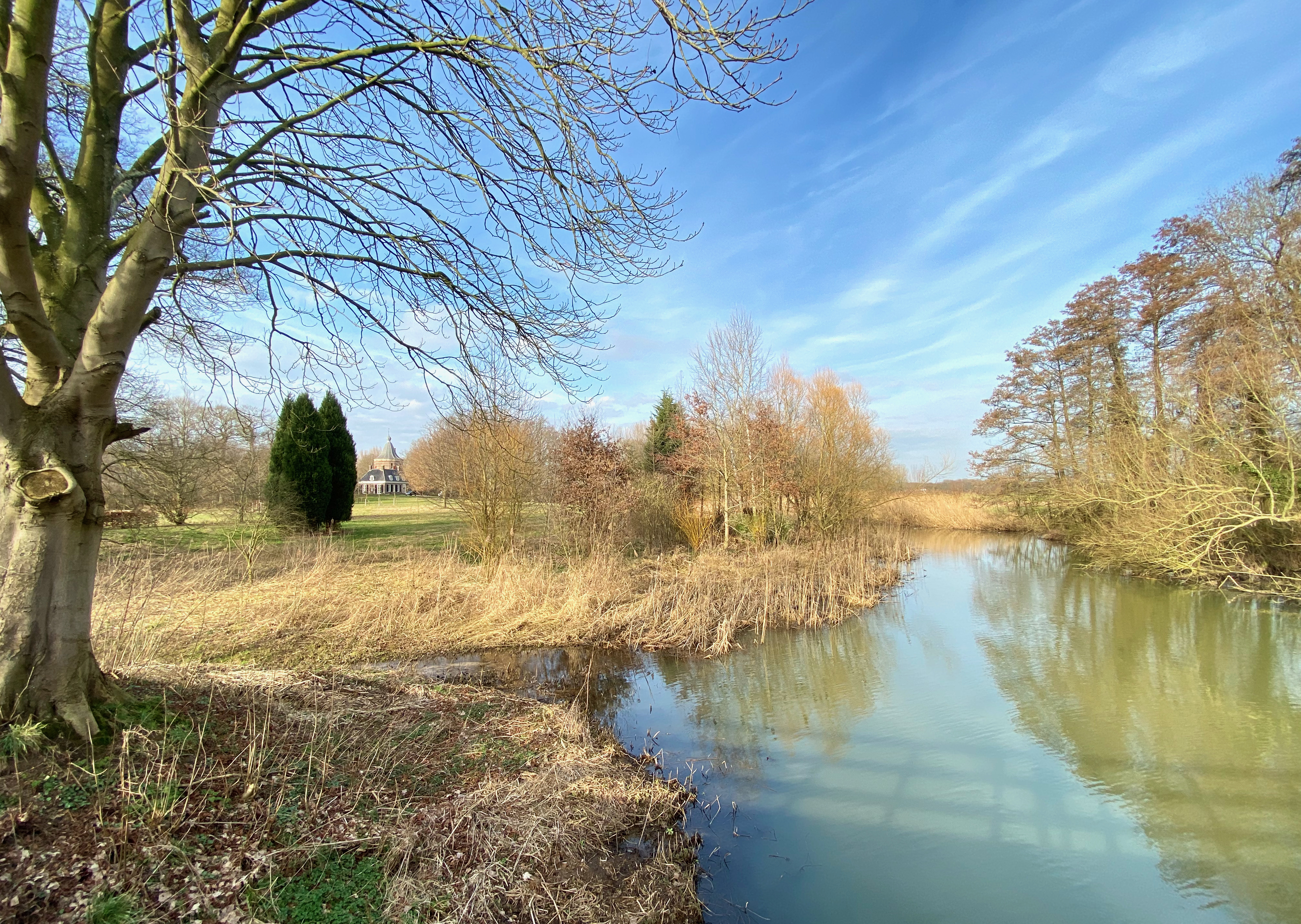
Waalse Water